# Válečný stav
Válečný stav je obecně stav vzniklý mezi znepřátelenými stranami, tedy státy nebo jinými subjekty mezinárodního práva. Jde o pojmem jak oblasti mezinárodního práva, tak oblasti vnitrostátního práva a je provázen prováděním mimořádných opatření, která by v době míru nebyla možná. Z hlediska mezinárodního práva jde o stav nepřátelství a aktivního vedení ozbrojeného konfliktu, který nastává bez ohledu na to, zda byla válka formálně vyhlášena, a ze kterého plynou opatření vůči občanům znepřáteleného státu států. Na ty se tak za válečného stavu vztahují předpisy o kombatantech, válečných zajatcích, internacích a deportacích civilistů a okupační správě; obvykle také dochází k přerušení diplomatických styků a hranice mezi oběma státy se stává frontou. Z hlediska vnitrostátního práva pak jde o mimořádný krizový stav, vyhlašovaný za účelem efektivního vedení války, který posiluje pravomoci centrální vlády a vrchního velení ozbrojených sil a umožňuje přijímat opatření vůči občanům vlastního státu, tedy například nařizovat mobilizaci ozbrojených sil, evakuaci, konfiskace majetku pro válečné účely, umožnit stíhání civilistů vojenskými soudy a nařídit omezení určitých základních práv.

## Terminologie
V angličtině pojem state of war (doslova „stav války“) označuje válečný stav v mezinárodněprávním významu, tedy situaci vyhlášeného nebo nevyhlášeného ozbrojeného konfliktu, na kterou se aplikují ustanovení válečného práva. Válečný stav ve vnitrostátním významu, tedy mimořádné zavedení vojensko-byrokratického režimu a posílení represivních složek, se označuje pojmem martial law (doslova „válečné právo“, „vojenské právo“ nebo „bojové právo“), což je obvykle překládáno jako stanné právo. Tento pojem však označuje specifický institut, který nemusí mít nutně vojenský charakter. Tyto pojmy se významově překrývají a proto bývají někdy zaměňovány.

## Mezinárodní právo

### Počátek válečného stavu
Válečný stav je faktický stav mezi dvěma válčícími státy, který může začít:
- vyhlášením války, nebo
- prohlášením státu, že se považuje být ve válce s jiným státem, nebo
- spácháním nepřátelských násilných činů proti jinému státu.

Válečný stav tak existuje i bez formálního vyhlášení, které představuje z hlediska mezinárodního práva pouze deklaratorní akt a formální potvrzení faktického stavu, v němž se válčící státy nacházejí. Tento přístup vychází z L. F. L. Oppenheima a navazuje na pojetí války podle Huga Grotia, který ji označil za „stav těch, kteří zápolí silou“. Historicky bylo obvyklé, že válečnému stavu formální vyhlášení války předcházelo. Tento právní obyčej byl kodifikován III. úmluvou II. Haagské konference z roku 1907, která explicitně zakotvila povinnost válku vyhlašovat. Po druhé světové válce však vyhlášení války přestalo být používaným nástrojem zahraniční politiky, válečný stav v moderních ozbrojených konfliktech tak obvykle začíná přímo zahájením nepřátelských akcí, bez předchozího vyhlášení. V případě, že k vyhlášení války dojde až po začátku nepřátelských akcí, má obvykle formu konstatování, válečný stav již existuje.
| „                                | Nehledíc na ustanovení, která mají nabýti účinnosti již v míru, bude se tato úmluva vztahovati na všechny případy vyhlášené války nebo jakéhokoli jiného ozbrojeného konfliktu vzniklého mezi dvěma nebo více Vysokými smluvními stranami, i když válečný stav není uznáván jednou z nich. | “ |
| — Článek 2 První Ženevské úmluvy | |   |

| „                                                | Válečný stav bud ihned oznámen neutrálním mocnostem a bude pro ně míti účinky po obdrženém oznámení, které může se státi také telegraficky. Avšak neutrální mocnosti nemohou se odvolávati na nedoručení oznámení, je-li nepochybně jisto, že skutečně znaly válečný stav. | “ |
| — Článek 2 Třetí úmluvy druhé Haagské konference | |   |

### Konec válečného stavu
Konec válečného stavu může podle L. F. L. Oppenheima nastat třemi způsoby. Válčící strany mohou:
- upustit od dalších válečných činů a vstoupit do mírových vztahů, aniž by výslovně uzavřely mír prostřednictvím zvláštní smlouvy; nebo
- formálně nastolit mírové podmínky prostřednictvím mírové smlouvy,
- jedna válčící strana může ukončit válku podrobením si strany druhé.

V některých případech může formální ukončení válečného stavu nastat i několik let po faktickém skončení válečných akcí. Například po druhé světové válce USA ukončily válečný stav Japonskem až podpisem mírové smlouvy roku 1951 s platností od roku 1952. S Německem byl pak formálně válečný stav ukončen jednostrannými prohlášeními hlav států, a to v případě USA roke 1951 a v případě SSSR, ČSSR a další zemí východního bloku až roku 1955. V roce 1953 byla ukončena Korejská válka uzavřením příměří, nedošlo však k podpisu mírové smlouvy ani přechodu na mírové vztahy, formálně tak válečný stav mezi Severní a Jižní Koreou trvá nadále. Obdobná situace je mezi Sýrií a Izraelem, mezi kterými rovněž nebyla uzavřena mírová smlouva a válečný stav trvá od první arabsko-izraelské války.

## Vnitrostátní právo

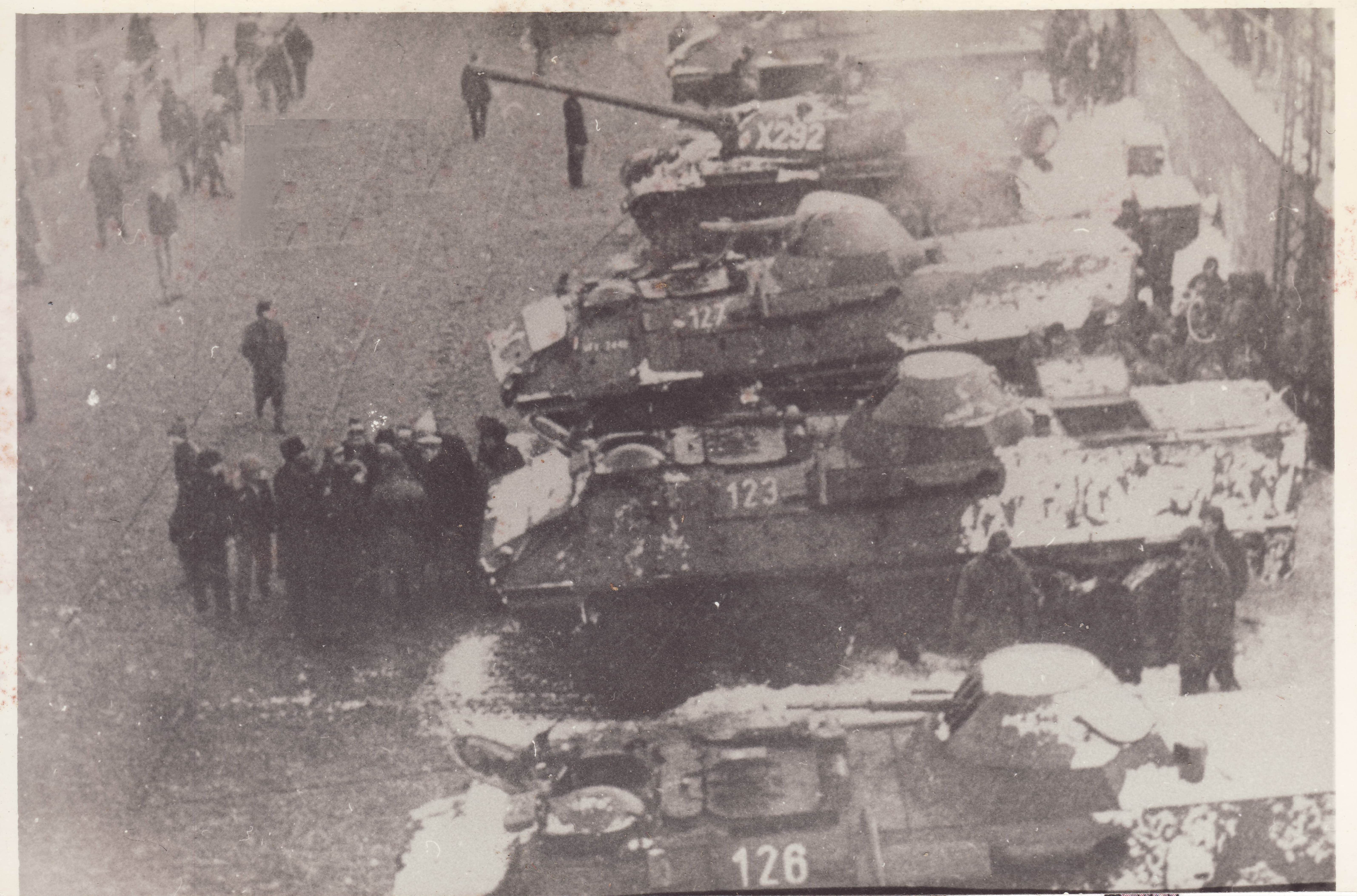
Tankové jednotky nasazené proti civilistům v Polsku v době válečného stavu (1981 až 1983)

Přesný rozsah pojmu válečný stav ve vnitrostátním významu se liší v jednotlivých jurisdikcích, stejně jako postup při jeho zavedení.

### Česká republika
Válečný stav v České republice je jedním ze čtyř krizových stavů (společně se stavem nebezpečí, nouzovým stavem a stavem ohrožení státu) který lze vyhlásit v reakci na mimořádnou událost či ohrožení státu. Jde o nejzávažnější z krizových stavů a jako jediný může být vyhlášen pouze pro celé území. Je upraven Ústavou České republiky, Ústavním zákonem o bezpečnosti České republiky a dalšími zákony. Právo k vyhlášení válečného stavu má pouze Parlament České republiky a to pouze v případě, pokud je Česká republika napadena, nebo pokud je třeba plnit mezinárodní smluvní závazky o společné obraně proti napadení. K tomuto úkonu je zapotřebí souhlas nadpoloviční většiny všech poslanců a souhlas nadpoloviční většiny všech senátorů. Parlamentem řádně vyhlášený válečný stav je podmínkou pro přijetí dalších opatření nezbytných pro zajišťování bezpečnosti a obrany státu, jako je vyhlášení mobilizace ozbrojených sil, evakuace civilního obyvatelstva a uložení různých povinností spojených s omezením základních práv a svobod. V rámci mezinárodních stavů jde například i o omezování diplomatických kontaktů, uzavření hranic a vypovězení některých mezinárodních smluv. V tomto případě se klade důraz na akceschopnost řídících a výkonných složek státu. Dochází také k úpravě ústavních postupů, je umožněno zrychlené schvalování zákonů a odložení konání voleb. Válečný stav dosud nebyl v České republice vyhlášen.

### Slovensko
Na Slovensku jsou Ústavním zákonem o bezpečnosti státu upraveny dva odlišné krizové stavy vojenského charakteru: válka (slovensky vojna) a válečný stav (slovensky vojnový stav). Vyhlásit válku může prezident na základě rozhodnutí Národní rady schváleného třípětinovou většinou všech poslanců, a to pouze za podmínek, že Slovenská republika byla napadena cizí mocí, která jí vyhlásila válku, nebo která bez vyhlášení války narušila její bezpečnost; případně pokud vyhlášením války plní Slovenská republika závazky vyplývající z členství v organizaci vzájemné kolektivní bezpečnosti či z mezinárodní smlouvy o společné obraně proti napadení. Válečný stav může prezident vyhlásit pouze na návrh vlády a pouze za podmínky, že Slovenské republice bezprostředně hrozí vyhlášení války nebo napadení cizí mocí. Jak vyhlášení války, tak vyhlášení válečného stavu se vždy vztahuje na celé území Slovenské republiky. Válečný stav tak funguje jako předstupeň války. V obou případech je možné zavedení mimořádných opatření, jako je vyhlášení mobilizace či odložení konání voleb a rovněž svolání Parlamentní rady, která vykonává pravomoci Národní rady, pokud válečná situace neumožňuje konání schůze. Rozpustit Národní radu za války či válečného stavu není možné.  Válečný stav dosud nebyl ve Slovenské republice vyhlášen.

### Polsko
V Polsku je válečný stav (polsky stan wojenny) mimořádným stavem vnitrostátního práva, a jeden ze tří krizových stavů v definovaných ústavou, spolu s výjimečným stavem (polsky stan wyjątkowy) a stavem živelné pohromy (polsky stan klęski żywiołowej). Podle ústavy je možné válečný stav vyhlásit v případě vnějšího ohrožení státu, ozbrojeného útoku na území Polské republiky nebo pokud to vyplývá ze závazku společné obrany proti agresi podle mezinárodní smlouvy. Válečný stav vyhlašuje prezident republiky na návrh Rady ministrů, a to na části nebo na celém území státu. Nařízení o vyhlášení válečného stavu nebo stavu ohrožení státu předloží prezident republiky Sejmu do 48 hodin od jeho podpisu. Sejm toto nařízení neprodleně projedná a může jej zrušit absolutní většinou hlasů za přítomnosti nejméně poloviny všech poslanců. Zásady činnosti státních orgánů a rozsah, v němž mohou být v době válečného stavu omezena práva a svobody, stanoví zákon. Současně zákon může upravit podmínky, rozsah a způsob náhrady majetkových škod vzniklých v důsledku těchto omezení během trvání válečného stavu. Pokud se během válečného stavu nemůže Sejm sejít, může tato opatření namísto zákona stanovit prezident republiky dekretem vydaným na návrh Rady ministrů. Tyto dekrety podléhají schválení Sejmem na nejbližším zasedání. Naposledy byl válečný stav v Polsku vyhlášen v letech 1981 až 1983 prezidentem Jaruzelským, kdy byl komunistickou vládou z neužit k boji proti opozičnímu hnutí Solidarita.

### Ukrajina
Na Ukrajině je válečný stav (ukrajinsky воєнний стан, vojennyj stan) jedním ze dvou krizových stavů vnitrostátního práva definovaných ústavou, společně s mimořádným stavem (ukrajinsky надзвичайний стан, nadzvyčajnyj stan). O vyhlášení válečného stavu na území Ukrajiny nebo v jejích konkrétních částech rozhoduje prezident, a to v případě ozbrojené agrese, hrozby útoku či ohrožení státní nezávislosti a územní celistvosti Ukrajiny. Parlament Ukrajiny se v případě vyhlášení válečného stavu sejde do dvou dnů, a válečný stav potvrdí nebo zruší. V případě, že volební období Parlamentu nebo prezidenta uplyne v době trvání válečného stavu, prodlužuje se mandát až do skončení válečného stavu. Válečný stav byl na Ukrajině dosud vyhlášen dvakrát, poprvé v roce 2018 prezidentem Porošenkem po incidentu v Krečském průlivu, kdy platil v pohraničních oblastech po dobu 30 dní; podruhé v roce 2022 prezidentem Zelenským po ruské invazi, od kdy platí po celém území Ukrajiny.

### Rusko
V Ruské federaci je válečný stav (rusky военное положение, vajennoje palaženie) definovaný jako mimořádný stav vnitrostátního práva a je upraven ústavou a federálním ústavním zákonem. Válečný stav může vyhlásit prezident na celém území státu nebo v jeho jednotlivých částech v případě agrese proti Ruské federaci či bezprostřední hrozby takové agrese. Vyhlášení musí prezident neprodleně oznámit Radě federace a Státní dumě. Rada federace do 48 hodin výnos o válečném stavu potvrdí nebo zruší. V době válečného stavu nelze rozpustit Státní dumu. Poprvé byl válečný stav podle těchto ustanovení vyhlášen 19. října 2022 prezidentem Putinem, a to na území čtyř anektovaných ukrajinských oblastí (Doněcké, Luhanské, Chersonské a Záporožské).